# 灰绿溲疏
灰绿溲疏（学名：Deutzia glaucophylla）为虎耳草科溲疏属下的一个种。

## 扩展阅读
- 維基物種上的相關：灰绿溲疏